# Грибановское сельское поселение
Грибановское се́льское поселе́ние — муниципальное образование в Марьяновском районе Омской области Российской Федерации.
Административный центр — посёлок Марьяновский.

## История
Статус и границы сельского поселения установлены Законом Омской области от 30 июля 2004 года № 548-ОЗ «О границах и статусе муниципальных образований Омской области».

## Население
| 2010  | 2011  | 2012  | 2013  | 2014  | 2015  | 2016  |
| ----- | ----- | ----- | ----- | ----- | ----- | ----- |
| 2739  | ↘2734 | ↗2777 | ↗2866 | ↗2910 | ↗2947 | ↗2977 |
| 2017  | 2018  | 2019  | 2020  | 2021  | 2023  |       |
| →2977 | ↘2965 | ↗2972 | ↘2930 | ↘2398 | ↗2418 |       |

## Состав сельского поселения
| № | Населённый пункт | Тип населённого пункта          | Население |
| - | ---------------- | ------------------------------- | --------- |
| 1 | Грибановка       | деревня                         | ↘52       |
| 2 | Марьяновский     | посёлок, административный центр | 1108      |
| 3 | Охровка          | деревня                         | 159       |
| 4 | Усовка           | деревня                         | 827       |
| 5 | Уютное           | деревня                         | 415       |
| 6 | Чебуренки        | деревня                         | 178       |